# Amorreos
Los amorreos, amorritas o amoritas (martu en sumerio y amurru en acadio) fueron un pueblo de origen semita constituido por tribus nómadas muy belicosas que ocuparon Siria, Canaán y la región al oeste del río Éufrates, desde hace 2000 años a .C. aproximadamente. En el curso de sus correrías llegaron a conquistar en dos ocasiones la ciudad de Babilonia. Se cree que el rey Hammurabi era descendiente de amorreos.

## Terminología
Existen diferentes denominaciones para designar a los amorreos:
- Amorreos es la denominación usada a partir de las traducciones al español del Antiguo Testamento.

- Amorritas y amoritas vienen del inglés amorite o el francés amorrite.
- Martu (en sumerio) es la denominación usada por los sumerios y suele ser utilizado en muchos libros con esta forma transcrita del cuneiforme (martu) o adaptada como martu. En textos sumerios se encuentra la referencia más antigua a los amorreos.
- Amurrū o Amurrum (en acadio): era el término que más se utilizaba en la antigüedad. Con este nombre se denominaban a sí mismos y se convirtió en el término en acadio cuyo significado es "los occidentales", ('hombres al oeste del mar desierto') ya que abarcaba todo lo que había al oeste de los acadios). Esta palabra se usaba igualmente para las tierras amorritas que para el pueblo amorrita en general. Los reinos posteriores solían ser llamados también reinos Amurru. También es el nombre de su dios nacional.
- Tidnum: otra palabra acadia para nombrar a los amorritas.
- Amar, en egipcio.
- ’emōrî, en hebreo.

## Historia
Su origen se halla en el tercer milenio a. C. en la región occidental del Creciente Fértil (parte de los territorios de Mesopotamia) donde fueron nómadas dominantes hasta la llegada de los arameos, una variada zona de montes, pastos y estepa semiárida, y con el tiempo entraron en contacto con poblaciones sedentarias, como Ebla y más tarde con otras pertenecientes a la órbita del Imperio configurado por la Tercera Dinastía de Ur, sobre cuyas fronteras presionarían hasta lograr paulatinamente su infiltración progresiva en la sociedad.
Durante la época de la III dinastía de Ur, había dos grupos de amorreos diferentes. Los primeros amorreos eran nómadas y luego, llevaban ya sedentarizados desde hace mucho tiempo en una parte de Canaán (Líbano, Anti-Líbano, el valle de Orontes) y se estaban expandiendo por el norte de Siria y el sur de Canaán.
Los segundos, de mayor importancia histórica sobre todo para Mesopotamia, eran nómadas que recorrían el desierto entre Palmira y Mari y flanqueaban el Éufrates para que su ganado pastase en la estepa mesopotámica. Estos eran muy próximos a los sumerios y ya eran conocidos desde la época dinástico-arcaica por los sumerios, o bien porque emigraron a las ciudades mezclándose con la población, o bien como nómadas beduinos en toda la región, cuyas costumbres eran consideradas groseras y toscas como se ve en una tablilla sumeria también fueron importantes porque fue el estado quien comenzó a administrar la justicia.
La primera dinastía babilónica terminó en el año 1.600 a. C. con la invasión de los pueblo hititas o heteos, pero su legado cultural sobrevivió y fue adaptado por otros Estados 

Los martu no conocen el grano... Los martu no conocen ni la casa, ni la ciudad, los zafios de la alta estepa... Los martu que desentierran las trufas [trufas salvajes de montaña, poco deliciosas]... no se inclinan para cultivar la tierra, comen carne cruda, no tienen casa durante toda su vida, no se entierran tras su muerte... Los martu son un pueblo saqueador con los instintos de las bestias salvajes.
Chiera (1934)

Como se ha dicho, algunos nómadas se establecieron entre los ríos Tigris y Éufrates, haciéndose sedentarios y mezclándose con la población sumeria con el paso del tiempo, como consecuencia subirían al poder dinastías de origen amorrita en distintas ciudades del centro y sur de Mesopotamia. La más importante en la ciudad de Babilonia, ya que el propio Hammurabi sería amorreo. A los inicios del Imperio paleobabilónico, la población era pues una mezcla acadio-amorrita.
Los amorreos que se mantuvieron nómadas en toda la región, fueron contenidos fácilmente al principio pero conforme el Imperio de Ur III fue perdiendo su poder, se fueron volviendo más peligrosos.
En el año 2018 a. C., Ibbi-Sin sucedió a Shu-Sin en el trono de Ur, y al poco tiempo el Imperio comenzó a fragmentarse y muchas ciudades se independizaron (Ešnunna, Susa, etc.). En el 2017 a. C. los martu consiguen penetrar en Sumeria y comienzan a controlar los caminos, sobreviniendo el hambre. En el 2009 a. C. el reino se hallaba dividido en dos y finalmente una coalición de amorreos, elamitas (liderados por su rey Simash), y los Su (habitantes de los montes Zagros), derrotaron a Ibbi-Sin, que fue ejecutado. Se produjo la caída de Ur III y por lo tanto acabó la era sumeria.
Los amorreos saquearon y destruyeron Ur, que aunque sería reconstruida después, nunca volvería a ser la misma.
Con la caída de Ur III y acabada la época de dominio sumerio, empieza una época en la que los semitas obtendrían la mayor importancia a través de pueblos como los acadios o los amorreos. Los elamitas apenas disfrutaron su conquista. Los mayores ganadores de la caída de Ur fueron primero los acadios del reino de Isin y después los amorreos, que en un siglo llenarían Mesopotamia de reinos, quedando lo que fue el Imperio de Ur fragmentado en numerosos reinos amorreos y acadios cuyas capitales serían ciudades estados que hasta ese momento habían tenido poca importancia.

### Los reinos amorreos
Tras el reino de Ur y del esplendor sumerio, se extiende un complejo periodo de cuatro siglos (2004-1595 a. C.) hasta la toma de Babilonia por los hititas. Durante este periodo los amorreos que se habían establecido en Mesopotamia alcanzarán su mayor importancia a través de numerosos reinos, siendo el más importante el de Babilonia, mientras que los amorreos nómadas también tendrán su importancia en este periodo.

#### Baja Mesopotamia
Tras la caída de Ur (2004 a. C.), el reino de Isin mantendrá la paz durante un siglo considerándose los sucesores de Ur, siguiendo sus mismos modelos y reforzarán sus ciudades para protegerse de los martu nómadas cada vez más numerosos, que se desplazaban continuamente a lo largo del río Tigris y el Éufrates y que finalmente poco antes del 1900 a. C. se infiltrarán en pleno corazón de Babilonia aprovechándose de las luchas entre Isin y Larsa, y apoderándose de muchas ciudades como Ilip, Marad, Malgûm, Mashkan-shapir o incluso Uruk.
Estos nuevos reinos creados por las tribus nómadas amorreas, se unían a los reinos amorreos "civilizados" y reinos acadios estando cada vez la Baja Mesopotamia más fragmentada. Tras este siglo de relativa paz bajo el Reino de Isin emergerá el poderoso reino de Larsa (que según unas tablillas fue fundada en el 2025 a. C. por un amorreo llamado Naplânum) y seguirá una terrible guerra entre ambos por el dominio de Sumeria y Acad en la cual acabará imponiéndose Larsa, que se haría con la mitad de Mesopotamia.
Será durante estos dos siglos Isin-Larsa cuando se irán formando los distintos reinos amorreos, como el de Babilonia, que se convertirá en el enemigo común de Larsa e Isin.
En 1792 a. C., Hammurabi llegó a ser Rey de Babilonia. Utilizando la fuerza y la diplomacia, en pocos años se convirtió en el dueño de toda Mesopotamia, construyendo así el mayor reino amorreo que ha habido en la historia, aunque muy efímero.
Su dinastía se mantuvo unos 150 años para declinar luego paulatinamente: en época de Samsuiluna se declaró independiente en el Golfo Pérsico la llamada Dinastía del Mar.
Samsuditana (1625-1595), último rey de la dinastía, fue destronado por los hititas, con lo que finaliza el predominio de los amorreos en Mesopotamia.
Los amorreos occidentales, que se habían establecido en Siria y Palestina hacia el 1900 a. C., se mantuvieron independientes durante varios siglos más...

#### Alta Mesopotamia
En la Alta Mesopotamia, la ciudad de Assur con los reyes de origen amorreo comenzará a ganar importancia tras vencer en una guerra por el control de las rutas comerciales a Ešnunna y Mari.

## Cultura

### Aportes
Los amorreos no introdujeron muchas novedades; se limitaron a asimilar la cultura preexistente. Una de sus aportaciones sería la introducción del símil que presenta al rey gobernante como pastor-guía de su pueblo.

### Religión
Los amorreos apenas introdujeron nuevos dioses, pues la similitud de su idioma con el acadio favoreció que sus dioses se identificaran con algunos de los ya existentes. Su principal aportación religiosa fue su dios principal, Amurru, que tras la dinastía amorrea de Babilonia pervivió como un dios secundario hasta que más adelante los babilonios lo elevaron a dios nacional, bajo el nombre de Marduk.
Parece que también veneraban al dios lunar Sin (derivado del sumerio Suen).

### Idioma amorreo
El amorreo es una lengua semítico-occidental que se conoce únicamente a través de nombres propios no acadios transmitidos por escribas acadios durante la época de dominio amorrita en Mesopotamia, así como por dos tablillas cuneiformes bilingües amorrita-acadio publicadas en 2022, siendo estas últimas el primer ejemplar escrito descubierto en la lengua amorrita de 3.800 años de antigüedad.
Se trata de un idioma de gran semejanza con las lenguas cananeas. Además de ser poco conocida, fue una lengua de escasa importancia ya que los amorritas con el tiempo usaron el acadio, que en aquella época se parecía mucho a su idioma y era el idioma principal de Mesopotamia.
Esto queda demostrado en unas tablillas encontradas en la ciudad de Mari fechadas entre el 1800 y el 1750 a. C., en las que los amorreos hablaban un dialecto del acadio y mostraban muchas formas y construcciones semitas del noroeste.

## Referencias bíblicas

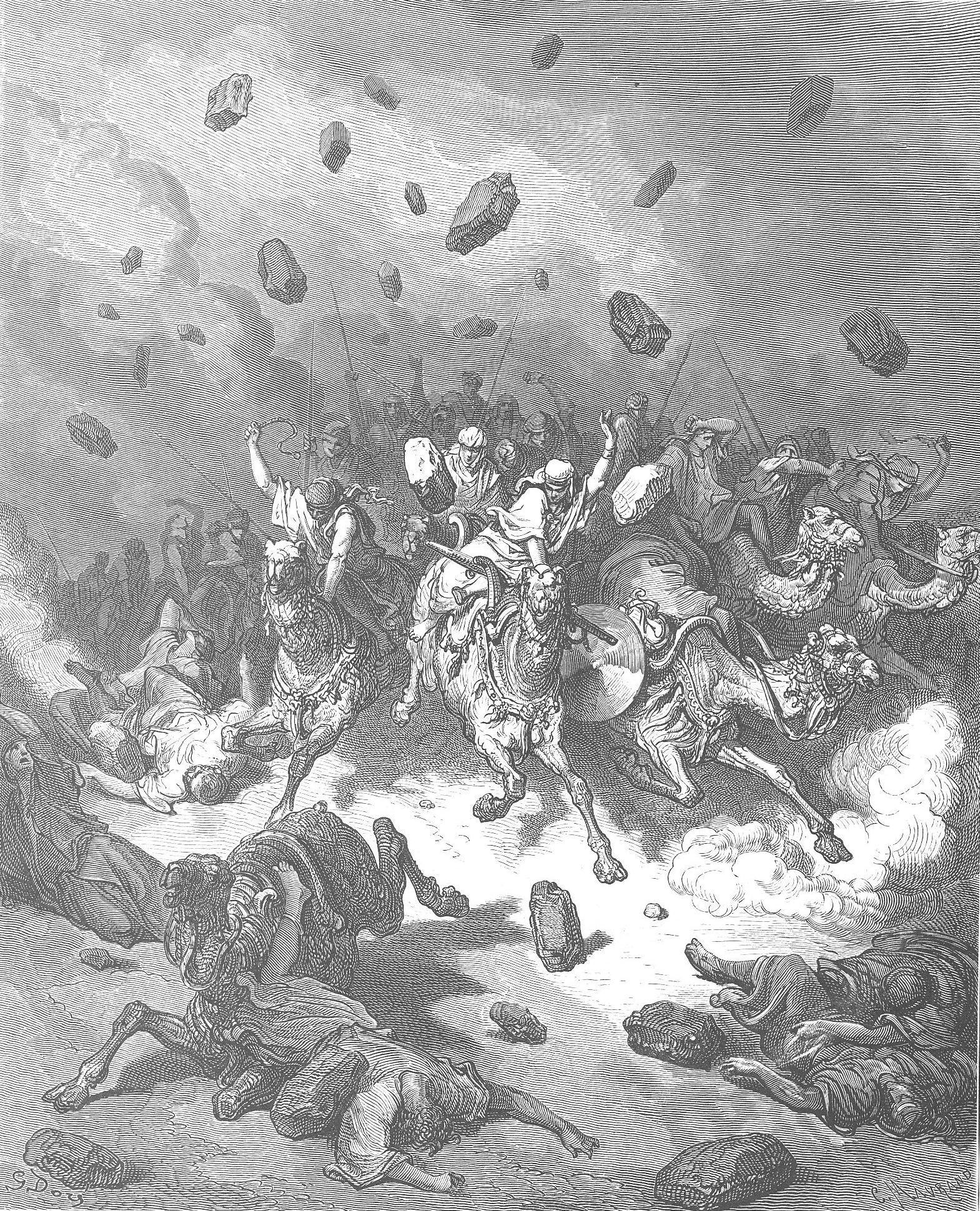
Destrucción del ejército de los amorreos por Gustave Doré.

## Origen

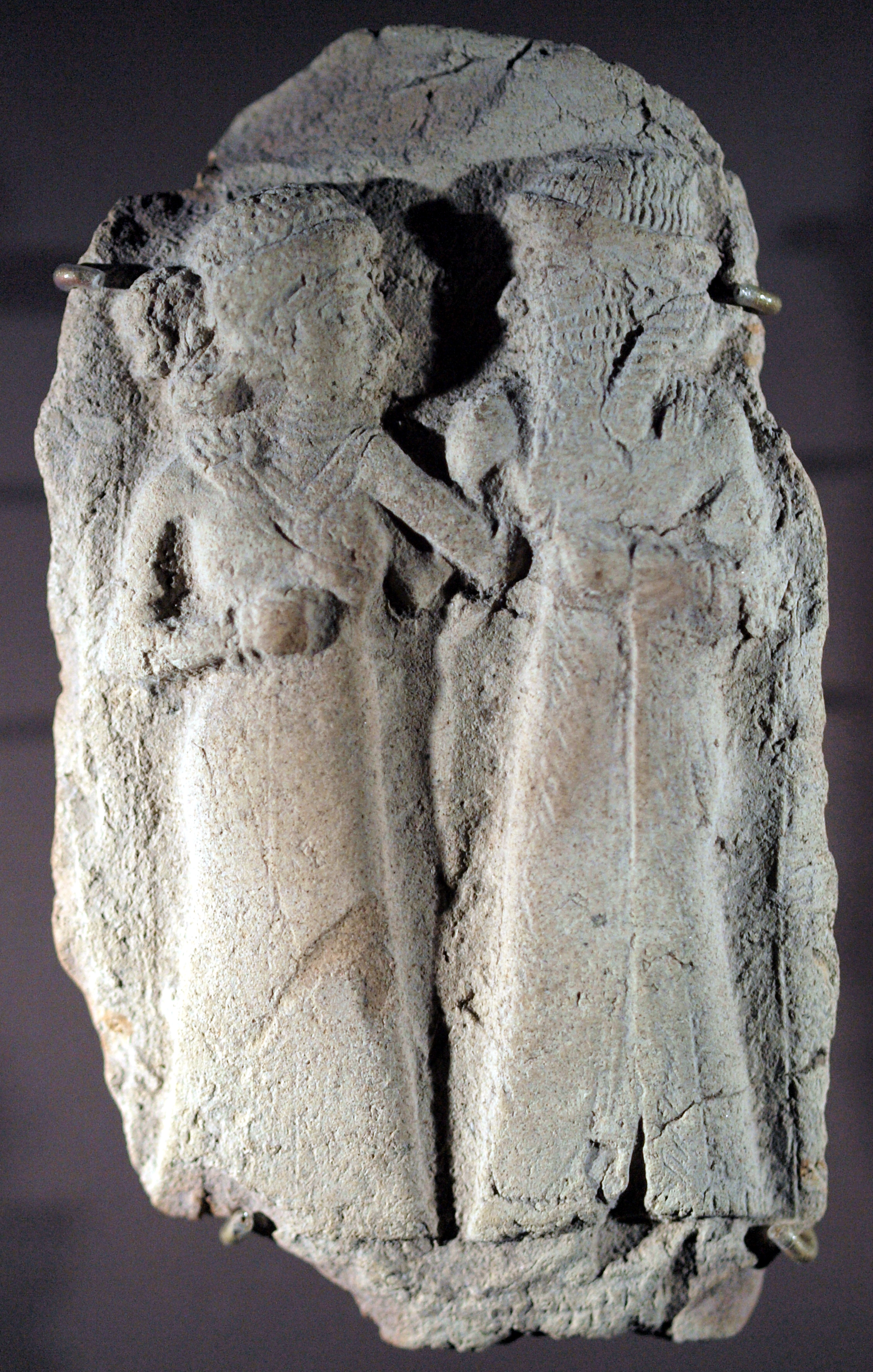
Terracota de una pareja, probablemente Inanna y Dumuzi, Girsu, periodo amorreo, 2000-1600 a. C. Museo del Louvre AO 16676.